# Nervus pterygoideus medialis

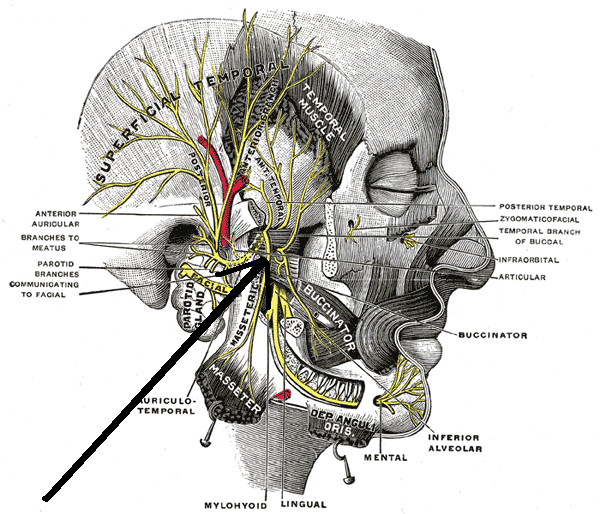
Az arc idegei (az ideg valahol ott látható ahova a nyíl mutat)

A nervus pterygoideus medialis a nervus mandibularis egyik ága. A musculus pterygoideus medialis beidegzéséért felelős. A mély felszínen lép be az izomba. Néhány ideg szálat ad a ganglion oticumba. A nervus musculi tensoris veli palatini a nervus pterygoideus medialisnak az apró ága.